# Sant Pau de Grabuac
Sant Pau de Grabuac és una església al veïnat de Grabuac (Alt Penedès) inclosa a l'Inventari del Patrimoni Arquitectònic de Catalunya. La capella de Sant Pau de Grabuac està situada dintre del nucli de Can Colomer, a la part baixa del terme i davant de la masia Grabuac. Té una sola nau i capçalera quadrada. La façana presenta portal d'accés adovellat, una petita obertura circular i espadanya d'un sol arc. La teulada és a dos vessants. La construcció data de l'època medieval, i es relaciona amb la formació del poble de Grabuac, que actualment és conegut amb el nom de caseria de Can Colomer.